# Labour of Love IV
Labour of Love IV é o décimo oitavo álbum de estúdio da banda UB40, lançado em fevereiro de 2010.
O disco segue a denominação dos anteriores Labour of Love, Labour of Love II e Labour of Love III.

## Faixas
1. "Don't Want To See You Cry" - 3:50
2. "Get Along Without You Now" - 3:49
3. "Bring It On Home To Me" - 4:34
4. "Cream Puff" - 2:50
5. "Easy Snappin'" - 3:11
6. "Holiday" - 3:42
7. "Close To Me" - 3:56
8. "Man Next Door" - 5:14
9. "Tracks of My Tears" - 3:23
10. "True, True, True" - 2:55
11. "Boom Shacka Lacka" - 3:32
12. "You're Gonna Need Me" - 3:00
13. "A Love I Can Feel" - 4:01
14. "Baby Why" - 3:37
15. "Loving Pauper" - 4:08
16. "Come On Little Girl" - 3:38